# تایرن (آیووا)
تایرن، آیووا (به انگلیسی: Tyrone, Iowa) یک منطقهٔ مسکونی در ایالات متحده آمریکا است که در شهرستان مونرو، آیووا واقع شده‌است.

## خصوصیات
تایرن ۲۵۹٫۰۸ متر بالاتر از سطح دریا واقع شده‌است.